# Punta Serange
La punta Serange è una vetta delle Alpi Biellesi alta 2.337 m s.l.m..
È situata tra la Valle Cervo, in provincia di Biella, e la Valle del Lys (o Valle di Gressoney), in Valle d'Aosta; sulla cima passa il confine tra il territorio di una frazione montana del comune piemontese di Callabiana e quello valdostano di Gaby.

## Descrizione

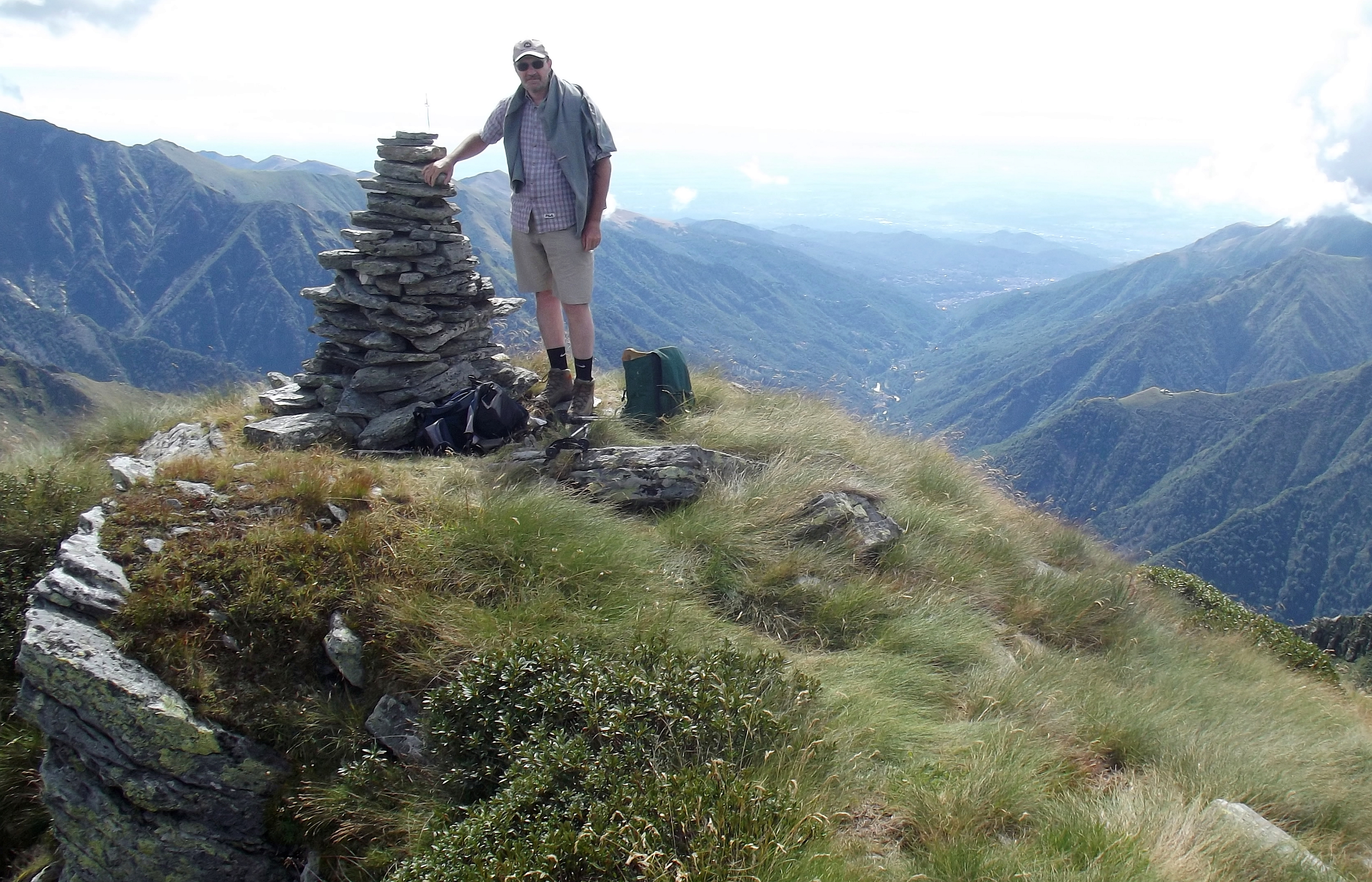
La cima della montagna e, sullo sfondo, la valle Cervo.

La montagna si trova sullo spartiacque Lys / Cervo; poco più a nord si trova il colle della Mologna Piccola, mentre a sud il crinale prosegue verso la punta Caparelle (m 2409) e il colle della Vecchia. Sulle pendici sud-orientali della punta Serange è collocato il piccolo lago Riazzale (m 2032).
Sul punto culminante sorge un ometto in pietrame con al suo interno una cassettina che contiene il libro di vetta.

## Accesso alla cima
La punta Serange è raggiungibile da Piedicavallo con un itinerario valutato di difficoltà EE